# Neuroleon lukhtanovi
Neuroleon lukhtanovi är en insektsart som beskrevs av Krivokhatsky 1996. Neuroleon lukhtanovi ingår i släktet Neuroleon och familjen myrlejonsländor. Inga underarter finns listade i Catalogue of Life.